# Kalisto
Emanuel Alejandro Rodriguez  (Chicago, 14 de novembro de 1986) é um lutador de luta profissional méxico-americano, seu mais recente trabalho foi para  WWE no programa Smackdown Live com o nome no ringue de Kalisto.
Ele fez sua estreia no na luta livre em 2006, trabalhando sob uma máscara no circuito independente do Centro-Oeste dos Estados Unidos usando o nome Samuray del Sol. Depois de estabelecer-se como um dos principais high-flyers da área, ele começou a trabalhar para grandes promoções nacionais e internacionais em 2011 e foi assinou com a Dragon Gate USA em 2012. No mesmo ano, ele fez sua estreia na promoção mexicana Asistencia Asesoría y Administración (AAA), onde, em novembro, ele foi renomeado como Octagón Jr., o "protegido" do conhecido luchador Octagón. Ele também trabalhou para promoções como a Combat Zone Wrestling (CZW), Independent Wrestling Association Mid-South (IWA-MS), Lucha POP, National Wrestling Alliance (NWA), Pro Wrestling Guerrilla (PWG) e Resistance Pro Wrestling (RPW).
Em maio de 2013, ele assinou um contrato de desenvolvimento com a WWE e começou a trabalhar em seu território de desenvolvimento, o NXT com o nome Kalisto. Em setembro de 2014, ele e Sin Cara formaram a equipe "The Lucha Dragons", ganhando pouco tempo depois o NXT Tag Team Championship. Em fevereiro de 2015, a dupla foi promovida ao plantel principal da WWE. Mas acabou se separando da dupla em 18 de julho de 2016. Em bora continuarão em carreiras solos dentro da empresa.
Kalisto permaneceu na WWE até 15 de abril de 2021, atualmente não se encontra em nenhuma divisão de luta

## Carreira

### Início de carreira
Emanuel começou a treinar em 2006 na escola da Windy City Pro Wrestling em Chicago, onde ele foi treinou, não só wrestling profissional norte-americano, mas também lucha libre por um ex-luchador da Asistencia Asesoría y Administración (AAA). Emanuel mais tarde notou que, por causa de sua juventude, seus treinadores eram rigorosos, levando-o a sair completamente da escola. Emanuel fez sua estreia pela WCPW depois de apenas três semanas de treinamento. Combinando suas influências mexicanas e japonesas, ele adotou o ring name Samuray del Sol, optando por usar a grafia "Samuray", a fim de diferenciar-se de vários outros lutadores que utilizam o nome de Samurai. Igual a seus ídolos de infância, Samuray também começou a lutar com uma máscara. Durante seus primeiros anos no negócio, Samuray fez seu nome no circuito independente de Chicago e do Centro-Oeste dos Estados Unidos.
Em 2010, Samuray começou a sair do Centro-Oeste, fazendo sua estreia na promoção da Pensilvânia, a International Wrestling Cartel (IWC), e na promoção de Nova Iorque, a East Coast Lucha Libre (ECLL). Em 25 de setembro de 2010, Samuray lutou em uma dark match na All American Wrestling (AAW) para entrar na Dragon Gate USA (DGUSA), onde vão desafiou sem sucesso Silas Young pelo AAW Heavyweight Championship em uma three-way match, que também incluiu Gran Akuma. Em 2010, Samuray fez sua primeira turnê pelo México. Durante uma turnê pelo México em abril de 2011, Samuray sofreu uma lesão grave em um evento realizado pela promoção independente Desastre Total Ultraviolento (DTU), quando ele caiu no chão de concreto e bateu a cabeça em um gradil, ao saltar para fora do ringue. Na recuperação da lesão, Samuray começou a sofrer de síndrome pós-concussão e caiu em depressão e chegou pensar em desistir do wrestling profissional, antes de receber uma chance no tryout camp da WWE.

### Asistencia Asesoría y Administración (2011–2012)
Durante meados de 2011, o luchador mexicano Crazy Boy, que viu Samuray durante sua estreia mexicana, arranjou-lhe um lugar no reality show da AAA, ¿Quién Pinta Pará La Corona?. Ao participar do programa, Samuray também retornou à promoção de Crazy Boy, a Desastre Total Ultraviolento (DTU). Durante a gravação do programa, ele também passou por um treinamento com o veterano luchador Gran Apache, a quem ele credita o "aperfeiçoamento de [sua] carreira". Embora não ganhou um contrato com a AAA através do programa, Samuray foi capaz de fazer a sua estreia no main card da AAA em 19 de agosto de 2012, quando ele se juntou com Joe Líder e Juventud Guerrera em uma six man tag team match, onde foram derrotados pelo trio composto por Daga, Dark Dragon e Psicosis. Durante setembro, Samuray participou em várias multi man tag team matches contra Los Inferno Rockers (Devil Rocker, Machine Rocker, Soul Rocker e Uro Rocker), sendo derrotado em todas as lutas.
Durante o treinamento com Teddy Hart no Canadá, Samuray recebeu um telefonema do booker da AAA Konnan, que lhe ofereceu um contrato para ser um lutador regular da promoção. Em 7 de outubro de 2012, no Héroes Inmortales, Samuray iniciou sua primeira storyline na AAA, quando ele, não identificado, conhecido apenas como "um misterioso lutador", aproximou-se de Octagón no backstage depois de uma luta. Pouco tempo depois, a AAA revelou que o lutador tinha sido Samuray del Sol e ele tinha pedido para Octagón treiná-lo, e Octagón, tendo ficado impressionado com o mesmo desde do ¿Quién Pinta Pará La Corona?, aceitou. Em 15 de novembro, os membros do El Consejo, Silver King e Toscano fizeram  uma emboscada para Octagón durante uma entrevista no ringue, no entanto, foram perseguidos para fora do ringue por Samuray del Sol. Depois, Octagon deu a Samuray uma nova máscara, semelhante à que ele usava e adotou oficialmente como seu protegido, renomeando-o "Octagon Jr.". Antes de fazer sua estreia no ringue como Octagon Jr., Samuray fez sob o seu antigo nome e máscara uma luta em 18 de novembro, quando ele se juntou com o AAA World Heavyweight Champion El Mesías para derrotar os membros do El Consejo, El Texano, Jr. e Silver King por desqualificação. Octagon Jr. fez sua estreia no ringue em 2 de dezembro no Guerra de Titanes, onde, se juntou com Octagón e La Parka para derrotar Pentagón Jr., La Parka Negra e Silver King em uma six man tag team match. Em maio de 2013, foi relatado que a AAA estava estudando em como substituir Samuray del Sol, devido à sua agenda, impedindo-o de aparecer para a promoção.

### Combat Zone Wrestling (2012)
Depois de voltar do reality ¿Quién Pinta Pará La Corona?, no México, Samuray, para apresentar um "novo Samuray del Sol", fez sua estreia pela Combat Zone Wrestling (CZW) em 4 de fevereiro de 2012, em uma luta, onde foi derrotado por AR Fox. Samuray credita a luta como a chance que abriu-lhe as portas para promoções maiores, incluindo a Dragon Gate USA. Em 10 de março, Samuray e Uhaa Nation venceram uma eight-man elimination match para poderem participar do torneio Best of the Best 11. O torneio foi transmitido como um i-PPV em 14 de abril, onde Samuray derrotou Chuck Taylor e Johnny Gargano em uma three-way match na primeira rodada. Mais tarde, nesse mesmo evento, Samuray foi derrotado na semifinal por AR Fox.

### Dragon Gate USA e Evolve (2012–2013)
Em março de 2012, a Dragon Gate USA anunciou que a promoção havia assinado um com um "mistério luchador". Em 29 de março, Samuray fez sua estreia em um evento co-promovido pela DGUSA e CZW, aparecendo como o adversário surpresa de Masato Yoshino, e derrotando-o. No dia seguinte, Samuray fez sua estreia no pay-per-view Open the Ultimate Gate no final de 2012, derrotando Johnny Vandal. No Mercury Rising em 31 de dezembro, Samuray participou de uma six-way match, que foi ganha por El Generico. Em 13 de abril, Samuray fez sua estreia na Evolve, uma promoção intimamente associada com a Dragon Gate USA, sendo derrotado por Chuck Taylor em uma three-way match, que também incluía Johnny Gargano. Samuray, em seguida, teve duas lutas contra El Generico, a primeira em 28 de junho no Evolve 14 ganha por El Generico, e a revanche no dia seguinte no Evolve 15 foi vencida por Samuray. Samuray voltou a Dragon Gate USA em 28 de julho, quando ele e El Generico foram derrotados em uma tag team match por AR Fox e Cima. Samuray e El Generico fizeram a última luta da "trilogia" em 8 de setembro no Evolve 17, onde Samuray foi derrotado no evento principal do show. Em 4 de novembro no Freedom Fight 2012, Samuray se uniu a El Generico em uma tag team match, onde derrotaram Genki Horiguchi e Ryo Saito. Os voltaram a lutar juntos em 8 de dezembro no Evolve 18, onde derrotaram o Super Smash Bros. (Player Uno e Stupefied). Samuray, em seguida, se classificou para o torneio pelo Evolve Championship, mas foi eliminado por Sami Callihan na primeira rodada em uma four-way match, que também incluiu Jigsaw e Rich Swann. Em 2 de junho no Evolve 22, Samuray sem sucesso desafiou Johnny Gargano pelo Open the Freedom Gate Championship, submetendo-se depois, ser desmascarado pelo campeão.

### Outras promoções (2012–2013)
Em 14 de dezembro de 2012, Samuray del Sol entrou na 2012 Jeff Peterson Memorial Cup, derrotando Eddie Rios na primeira rodada. No dia seguinte, derrotou Jonathan Gresham nas quartas de final, Jon Davis nas semifinais e, finalmente, AR Fox na final para ganhar o torneio. Em 18 de janeiro de 2013, Samuray del Sol participou do primeiro evento da Hart Legacy Wrestling (HLW) em Calgary, Alberta, Canadá. Em uma four-way elimination tag team match, ele e El Generico derrotaram Cam!kaze e Pete Wilson, Brian Cage e Trent Barreta, e Andrew Hawkes e Ryan Rollins. Como resultado, os dois ganharam um lugar em uma ten man tag team match, onde se uniu com Barreta, Davey Boy Smith, Jr. e Jack Evans contra Teddy Hart, Brian Cage, Cam!kaze, Flip Kendrick e Pete Wilson, mas foram derrotados. Em 15 de março, Samuray del Sol fez a sua estreia pela Full Impact Pro (FIP), quando, sem sucesso, desafiou Jon Davis pelo FIP World Heavyweight Championship. Em 22 de março, Samuray del Sol fez sua estreia pela Pro Wrestling Guerrilla (PWG), onde se uniu à AR Fox em uma tag team match, onde foram derrotados pelos Inner City Machine Guns (Rich Swann e Ricochet). No dia seguinte, Samuray foi derrotado por T.J. Perkins em outro evento da PWG. Em 24 de março, Samuray del Sol derrotou Paul London, AR Fox e Ricochet durante a primeira noite do 2013 King of Flight. Em 21 de abril, Samuray del Sol, como Octagon Jr., participou do primeiro pay-per-view da World Wrestling League (WWL) em Porto Rico, o Idols of Wrestling, quando, sem sucesso, desafiou Sicodelico, Jr. pelo Zero1 Mexico International Championship, em uma four-way match, que também incluiu Axel e El Hijo de Rey Mysterio. Em 25 de maio, Samuray del Sol participou de um evento da Southside Wrestling Entertainment (SWE) no torneio Speed King 2, sendo derrotado por Marty Scurll na primeira rodada. Depois de assinar com a WWE, Samuray del Sol fez sua luta de despedida na AAW, em 28 de junho, onde ele e Colt Cabana foram derrotados pelos The Irish Airborne (Dave Crist e Jake Crist).

### WWE (2013–presente)

#### NXT (2013–2015)

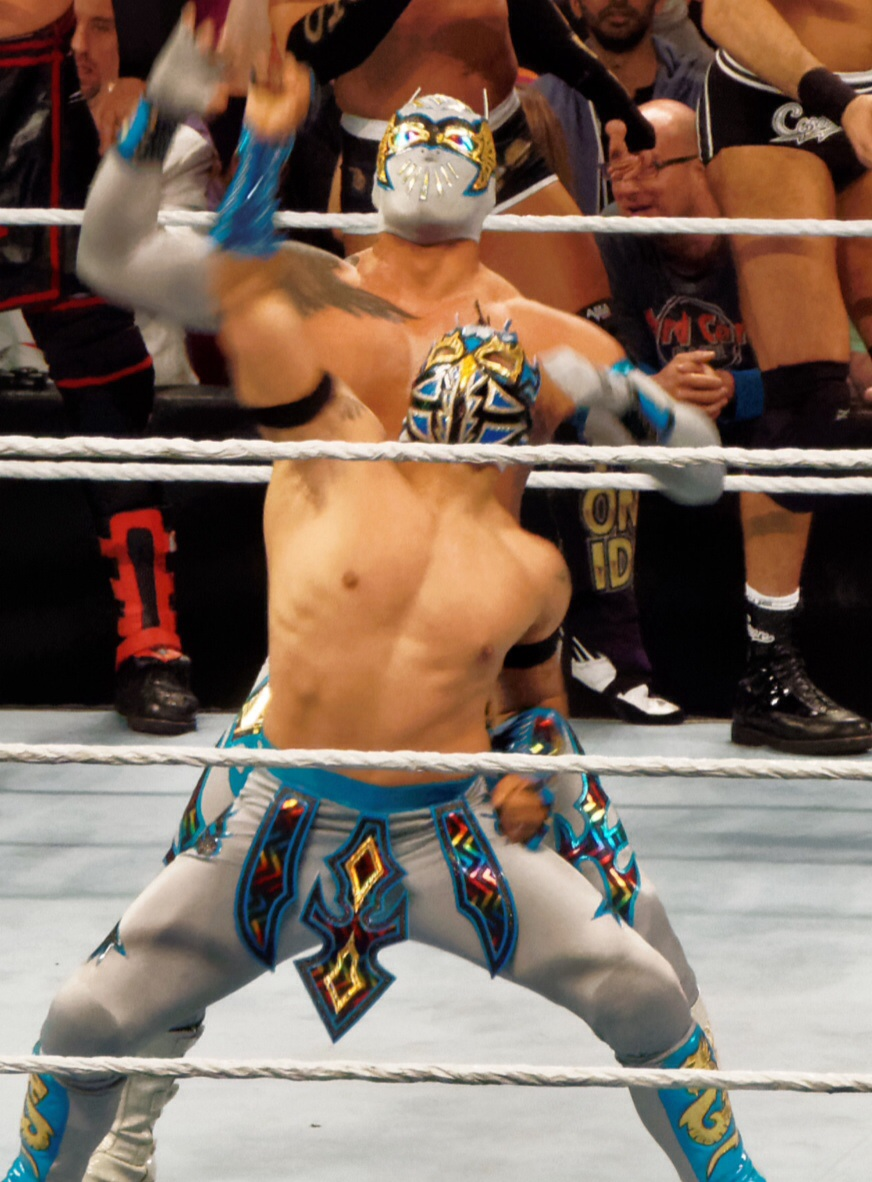
The Lucha Dragons em março de 2015.

Em maio de 2013, foi relatado que Emanuel Rodriguez estava assinando um pré-contrato antes de realizar os exames médicos para a WWE. Em 26 de maio, foi noticiado que ele havia assinado um contrato de desenvolvimento com a WWE. Em 29 de agosto, foi revelado o novo nome de ringue de Emanuel, "Kalisto".
Kalisto fez sua estreia no NXT em um evento ao vivo em 20 de setembro, derrotando Baron Corbin. Em abril de 2014, Kalisto formou uma dupla com El Local, estreando posteriormente no NXT de 8 de maio, onde os dois derrotaram os Legionnaires (Marcus Louis e Sylvester Lefort) em uma luta de duplas. Em 29 de maio no NXT TakeOver, Kalisto e El local desafiaram sem sucesso a The Ascension (Konnor e Viktor) pelo NXT Tag Team Championship. No NXT de 17 de julho, Kalisto anunciou que ele e El local se separaram e na semana seguinte revelou Randy Orton foi anunciado como seu novo parceiro. Nos meses seguintes, Kalisto e Sin Cara ganharam um torneio para se tornarem nos desafiantes ao NXT Tag Team Championship. Em 11 de setembro, no NXT TakeOver: Fatal 4-Way, Kalisto e Sin Cara, agora anunciados como "The Lucha Dragons" derrotaram a Ascension para conquistarem o Campeonato de Duplas do NXT, seus primeiros títulos na WWE. Eles perderam o título para Buddy Murphy e Wesley Blake em 15 de janeiro de 2015.

#### The Lucha Dragons (2015–2016)
No episódio de 17 de fevereiro do Main Event, Kalisto fez sua estreia no plantel principal em um combate de duplas, onde os Lucha Dragons derrotaram Curtis Axel e Heath Slater. Em 30 de março, Kalisto fez sua estreia no Raw, quando ele e Sin Cara uniram-se com The New Day (Big E e Kofi Kingston) para derrotar os campeões de duplas da WWE Cesaro e Tyson Kidd e a Ascension em uma luta de quartetos. Em 31 de maio de 2015, no evento Elimination Chamber, os Lucha Dragons competiram na primeira luta Elimination Chamber de duplas pelo WWE Tag Team Championship, no entanto, eles não conseguiram vencer o título. Os Lucha Dragons receberam outra chance pelo título em 23 de agosto no SummerSlam em uma luta 4-Way, mas foram derrotados pela New Day.
Em novembro, após Seth Rollins deixar o WWE World Heavyweight Championship devido a uma lesão legítima, a WWE realizou um torneio para determinar um novo campeão. Depois de derrotar Ryback na primeira fase em 12 de novembro no SmackDown, Kalisto foi eliminado nas quartas de final no Raw de 16 de novembro episódio por Alberto Del Rio. Em 13 de dezembro, no TLC: Tables, Ladders & Chairs, os Lucha Dragons disputaram outra vez uma luta pelo WWE Tag Team Championship, agora em um combate de escadas juntamente com os The Usos, mas foram derrotados pelos campeões New Day. Kalisto e Sin Cara mais uma vez não conseguiram vencer o título de duplas no SmackDown ao vivo de 22 de dezembro.

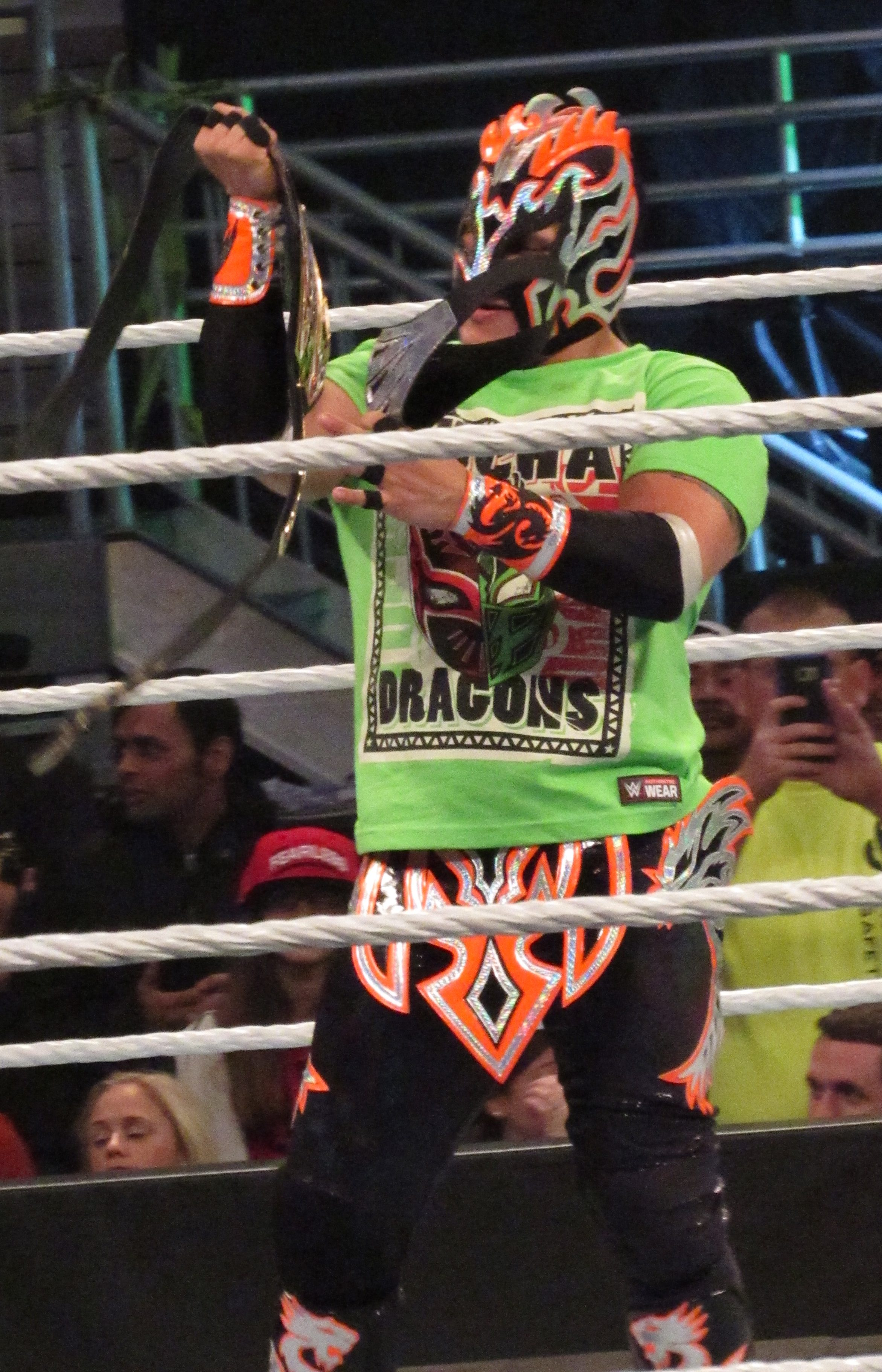
Kalisto com o United States Championship em janeiro de 2016.

Depois de Sin Cara ser afastado da programação da WWE devido a uma lesão no ombro, Kalisto derrotou o campeão dos Estados Unidos Alberto Del Rio em uma luta sem o título em jogo no SmackDown de 7 de janeiro de 2016. Quatro dias depois, no Raw, Kalisto derrotou Del Rio em uma revanche para ganhar o Campeonato dos Estados Unidos, seu primeiro título no plantel principal e seu primeiro título individual na WWE. No entanto, Kalisto perdeu o título de volta para Del Rio em 14 de janeiro no SmackDown, seguido de uma distração de King Barett. Kalisto recuperou o título dos Estados Unidos de Del Rio em 24 de janeiro no Royal Rumble. No SmackDown de 28 de janeiro, Kalisto fez sua primeira defesa de título contra Neville, onde conseguiu derrota-lo, mantendo assim o cinturão. Del Rio invocou sua cláusula de revanche no Fastlane, agora em uma luta de duas quedas; no entanto, Kalisto o conseguiu derrotar por 2–1.
Kalisto em seguida, aceitou um desafio de Ryback por um combate pelo título no WrestleMania 32, onde ele manteve o título. No Raw de 11 de abril, Kalisto e Sin Cara entrraram em um torneio para determinar os desafiantes ao WWE Tag Team Championship, mas foram eliminados na primeira rodada pelos Dudley Boyz. No SmackDown de 21 de abril, Kalisto foi derrotado por Ryback em uma revanche sem o título em jogo. Ryback teve uma chance pelo Campeonato dos Estados Unidos no pré-show do Payback, onde Kalisto manteve o título. Em 22 de maio, no Extreme Rules, Kalisto perdeu o título para Rusev. Kalisto recebeu uma revanche no SmackDown de 26 de maio, mas foi novamente derrotado por Rusev. Em 18 de julho, Kalisto e Sin Cara anunciaram o fim dos Lucha Dragons.

#### SmackDown (2016–presente)
Kalisto foi transferido para o SmackDown durante o Draft em 19 de julho. No SmackDown de 2 de agosto, ele participou de uma luta para determinar o desafiante pelo Intercontinental Championship, que foi ganho por Apollo Crews, que também incluia Baron Corbin. Depois de se lesionar, ele voltou em um house show em 22 de outubro. SmackDown de 8 de novembro, Kalisto enfrentou o homem que o havia lesionado meses antes, Baron Corbin. Antes do confronto, Corbin escorregou no ringue e fingiu ter-se lesionado. Depois, foi anunciado que ele enfrentaria Brian Kendrick pelo WWE Cruiserweight Championship no Survivor Series com uma estipulação afirmando que se Kalisto vencesse, toda a divisão de pesos-médios iria para o SmackDown. A disputa do título terminou em uma vitória desqualificação de Kendrick devido a ele ser atacado por Corbin, que mais tarde também atacou Kalisto.

## Vida Pessoal
Emanuel Rodriguez nasceu em Chicago, Illinois, Estados Unidos, mas passou seus primeiros anos vivendo na Cidade do México, México. Em meados dos anos 90, quando ele ainda estava na escola primária, a família de Emanuel mudou-se para Chicago, embora eles continuassem fazendo viagens regulares à Cidade do México. Em Chicago, ele estudou na Curie Metropolitan High School. Emanuel cresceu como fã do wrestling profissional mexicano, ou lucha libre, especialmente Tinieblas, cuja máscara e físico chamaram sua atenção, e Octagón, cujo estilo no ringue chamou sua atenção. Quando criança, Emanuel comprou réplica da máscara tanto de Tinieblas e Octagón. Depois de se mudar para os Estados Unidos, Samuray começou a assistir World Wrestling Federation (WWF), World Championship Wrestling (WCW) e Extreme Championship Wrestling (ECW), tendo influência de Rey Mysterio, Rob Van Dam e Sabu. No colégio, Emanuel começou a assistir promoções independentes como a Ring of Honor (ROH), bem como as promoções japonesas. Emanuel já praticou ginástica, taekwondo, wrestling amador e futebol americano. Emanuel é casado com uma mulher chamada Abigail.

## Na luta livre profissional

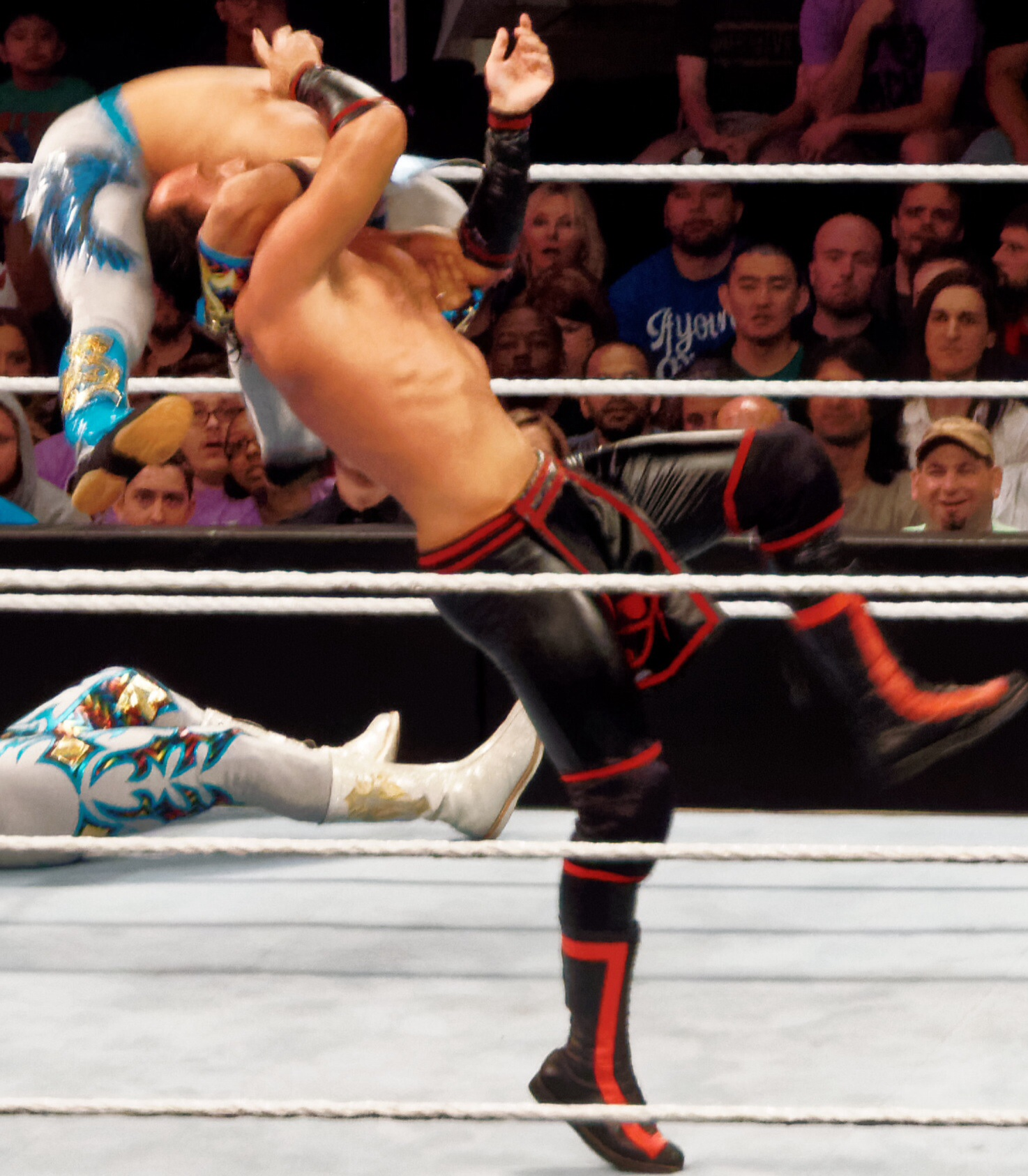
Kalisto aplicando o Salida del Sol em Viktor.

- Movimentos de finalização
  - Como Kalisto
    - Salida del Sol[108][109] (Standing sitout shiranui)[110][111][112][113]

  - Como Samuray del Sol
    - Del Sol Driver (Bridging package powerbomb)[11][114]
    - Rising Sun (Springboard reverse frankensteiner)[42][47][115]
- Movimentos secundários
  - Como Samuray del Sol / Kalisto
    - 450° splash[47][116]
    - headscissors takedown[115][117]
    - Hara-Kiri (Standing shiranui)[4][115]
    - Hurricanrana,[43][49] por vezes, enquanto um springboarding[39]
    - Leg trap sunset flip powerbomb[47][118]
    - Samuray Kick (Kick)[4]
    - Suicide dive[39][42]
- Alcunhas
  - "The Most Agile Warrior in the Ring"[4] / "El Guerrero Más Ágil en el Ring"[13]
  - "King of Flight"[108]
- Temas de entrada
- "Lucha Lucha" por CFO$ (WWE; 11 de setembro de 2014–24 de abril de 2017) (usado enquanto fazia dupla com Sin Cara)[119]
- "Fearless Warrior" por CFO$[120] (WWE; 24 de abril de 2016–presente)

## Títulos e prêmios

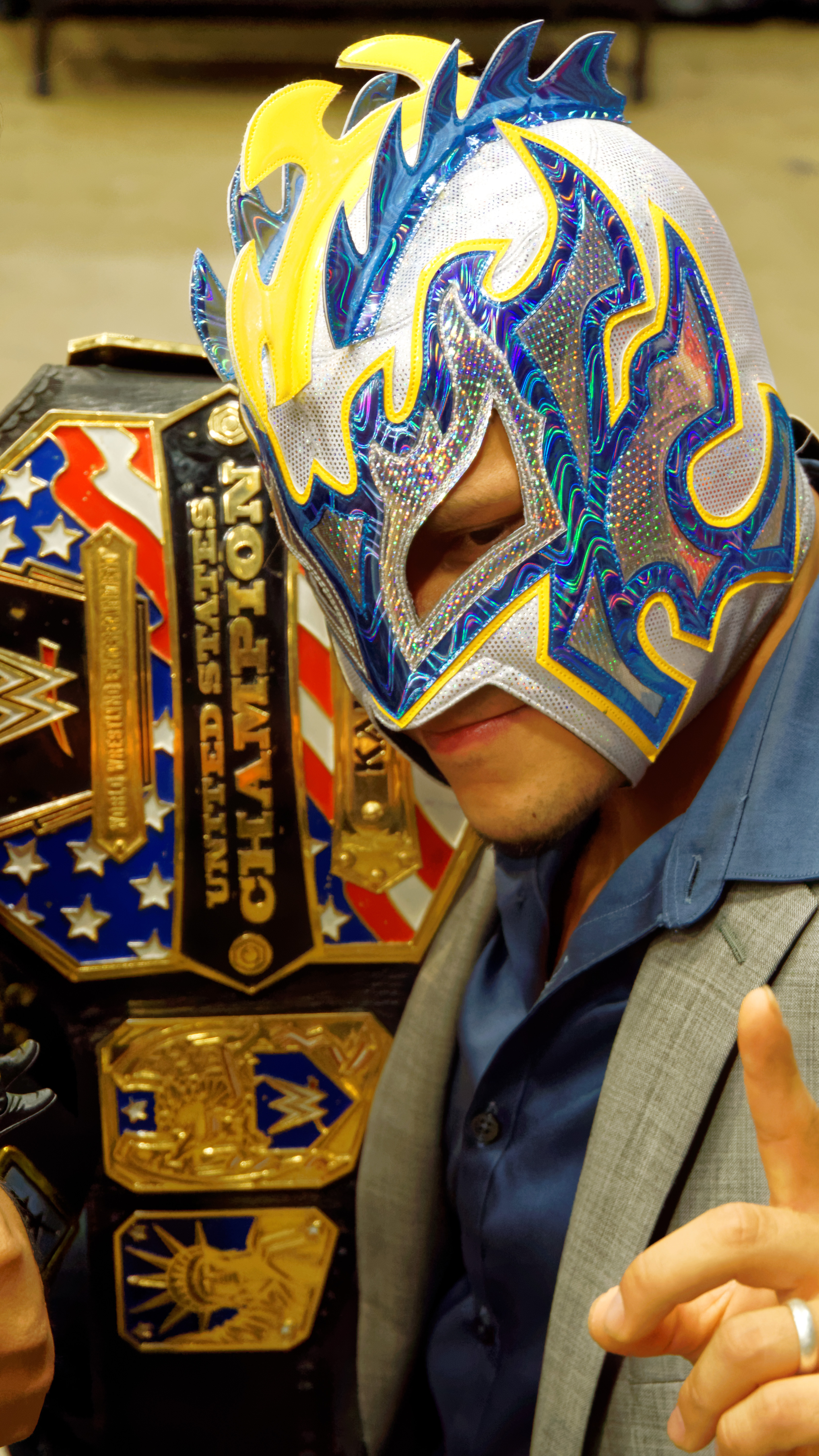
Kalisto foi duas vezes campeão dos Estados Unidos da WWE

- Gladiadores Aztecas de Lucha Libre Internacional
  - GALLI Championship (1 vez)[10]
- Pro Wrestling Illustrated
  - PWI o colocou na 106ª posição dos 500 melhores lutadores individuais de 2013[121]
- WWE
  - WWE United States Championship (2 vezes)[122]
  - WWE Cruiserweight Championship (1 vez)[123]
  - Slammy Award pelo Momento OMG Chocante do Ano (2015)[124]
- WWE NXT
  - NXT Tag Team Championship (1 vez) – com Sin Cara[78]
  - Torneio para determinar os desafiantes ao NXT Tag Team Championship (2014) – com Sin Cara[77]
- Outros títulos
  - Jeff Peterson Memorial Cup (2012)[56]
  - King of Flight (2013)[63]